# Ernst Reichenbächer
Ernst Reichenbächer (* 20. Januar 1881 in Magdeburg; † 1944) war ein deutscher Lehrer und theoretischer Physiker.
Nach seiner Promotion in Halle im Jahre 1902, wurde er 1905 Oberlehrer (Studienrat) an der Oberrealschule Wilhelmshaven. 1929 wurde er Privatdozent in Königsberg und 1944 außerplanmäßiger Professor. Im selben Jahr starb er bei einem Luftangriff.
In einer Reihe von Arbeiten beginnend mit 1917, entwickelte Reichenbächer eine der ersten allgemeine Feldtheorien welche Gravitation und Elektromagnetismus vereinigen sollte. Er führte auch eine Diskussion mit Albert Einstein im Jahre 1920 über die allgemeine Relativitätstheorie.

## Schriften (Auswahl)
1. ↑  Über Transformation unendlicher Reihen (Inaugural-Dissertation)
2. ↑  Reichenbächer, E.: Grundzüge zu einer Theorie der Elektrizität und der Gravitation. In: Annalen der Physik. 357. Jahrgang, Nr. 2, 1917, S. 134–173.
3. ↑  Arbeiten von Reichenbächer bei Google Scholar
4. ↑  Reichenbächer, E.: Inwiefern läßt sich die moderne Gravitationstheorie ohne die Relativität begründen? In: Naturwissenschaften. 8. Jahrgang, Nr. 51, 1920, S. 1008–1010 (archive.org).